# Фрайатт, Мэтти
Мэ́тью Ча́рлз «Мэ́тти» Фра́йатт (англ. Matthew Charles «Matty» Fryatt; род. 5 марта 1986, Нанитон) — английский футболист, нападающий.
Автор самого быстрого гола, который когда-либо был забит игроком «Лестер Сити», случилось это 15 апреля 2006 года на 9 секунде игры против «Престона» (поражение 2:1). Ему также принадлежит рекорд по самому быстрому голу за «Уолсолл», также на 9 секунде поразил ворота «Борнмута» (поражение 2:1). Играя за «Лестер» Фрайатт установил ещё два клубных рекорда: является первым игроком за последние 45 лет, кому удалось забит 20 мячей до Рождества, и первый за 83 года, кому удалось сделать хет-трик в двух матчах подряд.

## Клубная карьера

### «Уолсолл»
Дебютировал за клуб выйдя на замену в матче Кубка Лиги против «Болтона» (3:1) 24 сентября 2003 года. 18 декабря 2003 года в поисках игровой практики ушёл в месячную аренду в «Карлайл Юнайтед». Играл успешно, поэтому его аренду продлили ещё на месяц.
Мэтти очень ярко играл за «Уолсолл» забив в Первой Футбольной лиге Англии (3-й по счету дивизион) за 59 матчей 26 голов. и своей игрой привлёк внимание более крупных клубов. В частности, «Ноттингем Форест» предлагали за него 850 000 фунтов, но это предложения было отвергнуто с формулировкой «смехотворное». Также проявляли интерес «Бирмингем Сити» и «Сандерленд».
27 сентября игроку объявили, что не будут препятствовать его переходу в другой клуб. 13 декабря появилась информация, что игрок в скором времени покинет команду. Конкретные предложения были от датского «Оденсе» и «Лестер Сити», в последний он и перешёл.

### «Лестер Сити»
9 января 2006 года подписал контракт на 3,5 года, сумма трансфера не разглашалась, однако «Уолсолл» должен был получить долю от следующей продажи игрока. Игрок взял себе 12 номер, который также носил и в предыдущем клубе. До конца чемпионата от забил всего 6 мячей и вместе с клубом спасся от вылета.

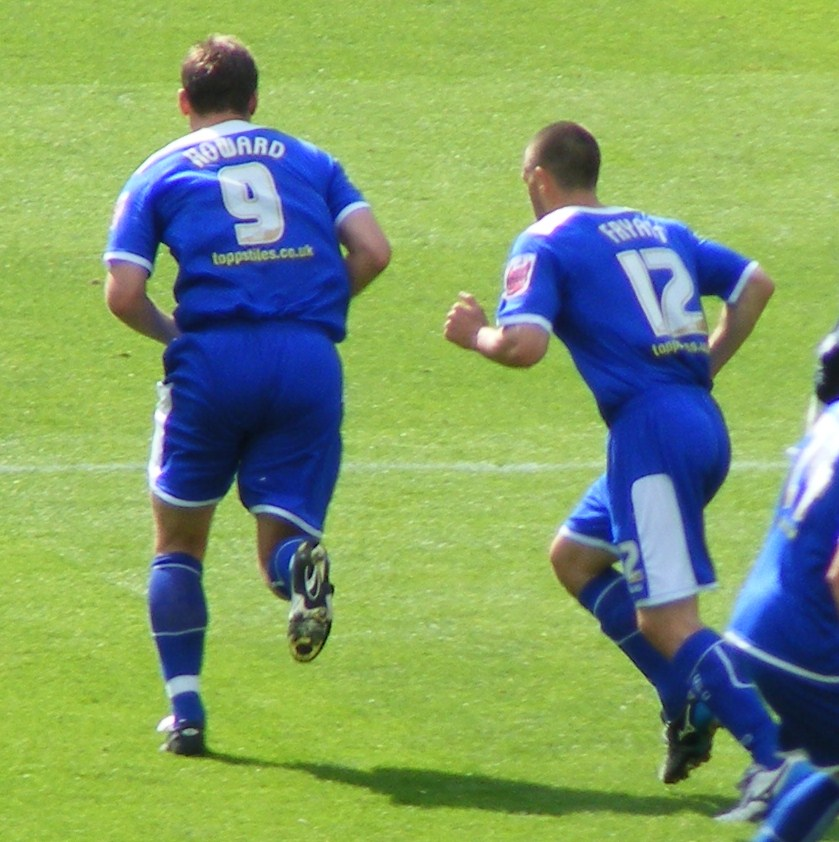
Стив Ховард и Мэтти Фрайатт 13 Сентября 2008.

В следующем сезоне телеканал BBC назвал его ключевым игроком команды и признав его высокий потенциал, с которым он мог бы играть в Премьер-лиге. Однако из-за травм ему никак не удавалось набрать форму, он забил всего 3 мяча в чемпионате и 1 в Кубке Англии «Фулхэму». Следующий сезон 2007/08 тоже не задался (как и у всей команды), всего 2 гола в 30 матчах и закономерный вылет из Чемпионшипа.
Сезон 2008/09 был, по словам игрока, пока лучшим в его карьере. Начав с 5 мячей в 4 матчах, он уже к Рождеству покорил отметку в 20 мячей (данный рекорд держался 42 года). Всего за сезон забил 27 мячей в чемпионате и 4 в кубке за 2 матча. Что опять вызвало интерес более крупных клубов, в частности: «Кристал Пэласа» и «Дерби Каунти».
В декабре награждён титулом Игрок месяца, а по окончании сезона назван Игроком года в Первой Футбольной лиге Англии, а также вошёл в символическую сборную по итогам года, вместе с одноклубниками Джеком Хоббсом и Мэттом Окли.
В начале сезона 2009/10 игрока связывали с переходом в «Халл Сити», однако тогдашний тренер «Лестера» Найджел Пирсон заявил, что: «Он очень важный игрок для нас, и мы намерены его удержать». Большую часть предсезонной подготовки игрок пропустил из-за травмы, но успел восстановиться к началу чемпионата и привычно забил несколько мячей, сделав победный дубль в игре против «Блэкпула», который был обыгран впервые за последние 43 года.
В январе был в шаге от перехода в «Вест Бромвич» и «Уиган». В игре против «Донкастер Роверс» ему сломали челюсть, из-за чего он пропустил 8 недель. Чемпион закончил в ранге лучшего бомбардира команды.

### «Халл Сити»
В декабре 2010 года клубы согласовали трансфер футболиста за 1.2 млн фунтов. 1 января трансфер был официально подтверждён клубами/ Дебютировал за клуб 3 января в матче против «Портсмута», выйдя на замену и сразу забив. 5 февраля в матче против «Сканторпа» сделал хет-трик, первый за «тигров» и третий в карьере. На свой 25-й день рождения забил свой 100 гол в ворота «Ноттингем Форест». Всего сыграл 22 матча, забил 9 мячей.
Следующий сезон игрок провёл результативно, сыграл во всех матчах и забил 16 голов. Сделал свой 4-й хет-трик в карьере, в матче против «Барнсли».
Сезон 2012/13 фактически весь пропустил из-за серьёзной травмы ахилла. Появился на поле лишь в конце апреля. Всего провёл 4 матча.

## Международная карьера
Играл за сборную Англии до 19 лет. В 2005 ездил на Чемпионат Европы среди 19 летних, сыграл 5 матчей, забил 4 гола, в том числе хет-трик против Сербии и Черногории.

## Статистика за карьеру
| Сезон     | Клуб                     | Дивизион                        | Лига | Лига | Кубок Англии | Кубок Англии | Кубок Лиги | Кубок Лиги | Другие (Лиг Трофи и стадии плей-офф). | Другие (Лиг Трофи и стадии плей-офф). | Всего | Всего |
| Сезон     | Клуб                     | Дивизион                        | Игры | Голы | Игры         | Голы         | Игры       | Голы       | Игры                                  | Голы                                  | Игры  | Голы  |
| --------- | ------------------------ | ------------------------------- | ---- | ---- | ------------ | ------------ | ---------- | ---------- | ------------------------------------- | ------------------------------------- | ----- | ----- |
| 2003/04   | «Уолсолл»                | Первый дивизион Футбольной лиги | 11   | 1    | 0            | 0            | 1          | 0          | -                                     | -                                     | 12    | 1     |
| 2004/05   | «Уолсолл»                | Первая Футбольная лига Англии   | 36   | 15   | 1            | 0            | 0          | 0          | ?                                     | ?                                     | 37    | 15    |
| 2005/06   | «Уолсолл»                | Первая Футбольная лига Англии   | 23   | 11   | 2            | 2            | 0          | 0          | ?                                     | ?                                     | 25    | 13    |
| 2003—2006 | Всего                    | Всего                           | 70   | 27   | 3            | 2            | 1          | 0          | 4                                     | 1                                     | 78    | 30    |
| 2003/04   | Карлайл Юнайтед (аренда) | Третий дивизион Футбольной лиги | 10   | 1    | 0            | 0            | 0          | 0          | 0                                     | 0                                     | 10    | 1     |
| 2003/04   | Всего                    | Всего                           | 10   | 1    | 0            | 0            | 0          | 0          | 0                                     | 0                                     | 10    | 1     |
| 2005/06   | Лестер Сити              | Чемпионшип                      | 19   | 6    | 0            | 0            | 0          | 0          | -                                     | -                                     | 19    | 6     |
| 2006/07   | Лестер Сити              | Чемпионшип                      | 32   | 3    | 2            | 1            | 0          | 0          | -                                     | -                                     | 34    | 4     |
| 2007/08   | Лестер Сити              | Чемпионшип                      | 30   | 2    | 1            | 0            | 4          | 1          | -                                     | -                                     | 35    | 3     |
| 2008/09   | Лестер Сити              | Первая Футбольная лига Англии   | 46   | 27   | 2            | 4            | 1          | 0          | 3                                     | 1                                     | 52    | 32    |
| 2009/10   | Лестер Сити              | Чемпионшип                      | 29   | 11   | 2            | 0            | 2          | 1          | 2                                     | 1                                     | 35    | 13    |
| 2010/11   | Лестер Сити              | Чемпионшип                      | 12   | 2    | 0            | 0            | 2          | 2          | 0                                     | 0                                     | 14    | 4     |
| 2006—2011 | Всего                    | Всего                           | 168  | 51   | 7            | 5            | 9          | 4          | 5                                     | 2                                     | 189   | 62    |
| 2010/11   | Халл Сити                | Чемпионшип                      | 22   | 9    | 1            | 0            | 0          | 0          | 0                                     | 0                                     | 23    | 9     |
| 2011/12   | Халл Сити                | Чемпионшип                      | 46   | 16   | 1            | 0            | 1          | 0          | 0                                     | 0                                     | 48    | 16    |
| 2012/13   | Халл Сити                | Чемпионшип                      | 4    | 0    | 0            | 0            | 1          | 0          | 0                                     | 0                                     | 5     | 0     |
| 2011-     | Всего                    | Всего                           | 72   | 25   | 2            | 0            | 2          | 0          | 0                                     | 0                                     | 74    | 25    |
| 2003-     | Всего за карьеру         | Всего за карьеру                | 320  | 104  | 12           | 7            | 11         | 4          | 9                                     | 3                                     | 353   | 118   |